# Bệnh thoái hóa
Bệnh thoái hóa là loại bệnh mà chức năng hoặc kết cấu của mô hoặc cơ quan bị ảnh hưởng sẽ ngày một thoái hóa, do trang phục hoặc cách sống như thói quen tập thể dục hoặc ăn uống. Các bệnh thoái hóa thường được đối sánh với các bệnh lây nhiễm.

## Ví dụ về bệnh thoái hóa
- Amyotrophic Lateral Sclerosis (ALS), còn gọi là., Lou Gehrig's Disease
- Hội chứng Alzheimer's
- Hội chứng Parkinson
- Multiple system atrophy
- Multiple sclerosis
- Niemann Pick disease
- Atherosclerosis
- Progressive supranuclear palsy
- Ung thư
- Essential tremor
- Tay-Sachs Disease
- Tiểu đường
- Bệnh tim
- Keratoconus
- Keratoglobus
- Inflammatory bowel disease (IBD)
- Prostatitis
- Osteoarthritis
- Osteoporosis
- Rheumatoid Arthritis
- Huntington's Disease
- Chronic traumatic encephalopathy
- Chronic Obstructive Pulmonary Disease (COPD)
- Ehlers-Danlos Syndrome
- Marfan's Syndrome